# Diálogo de los melios

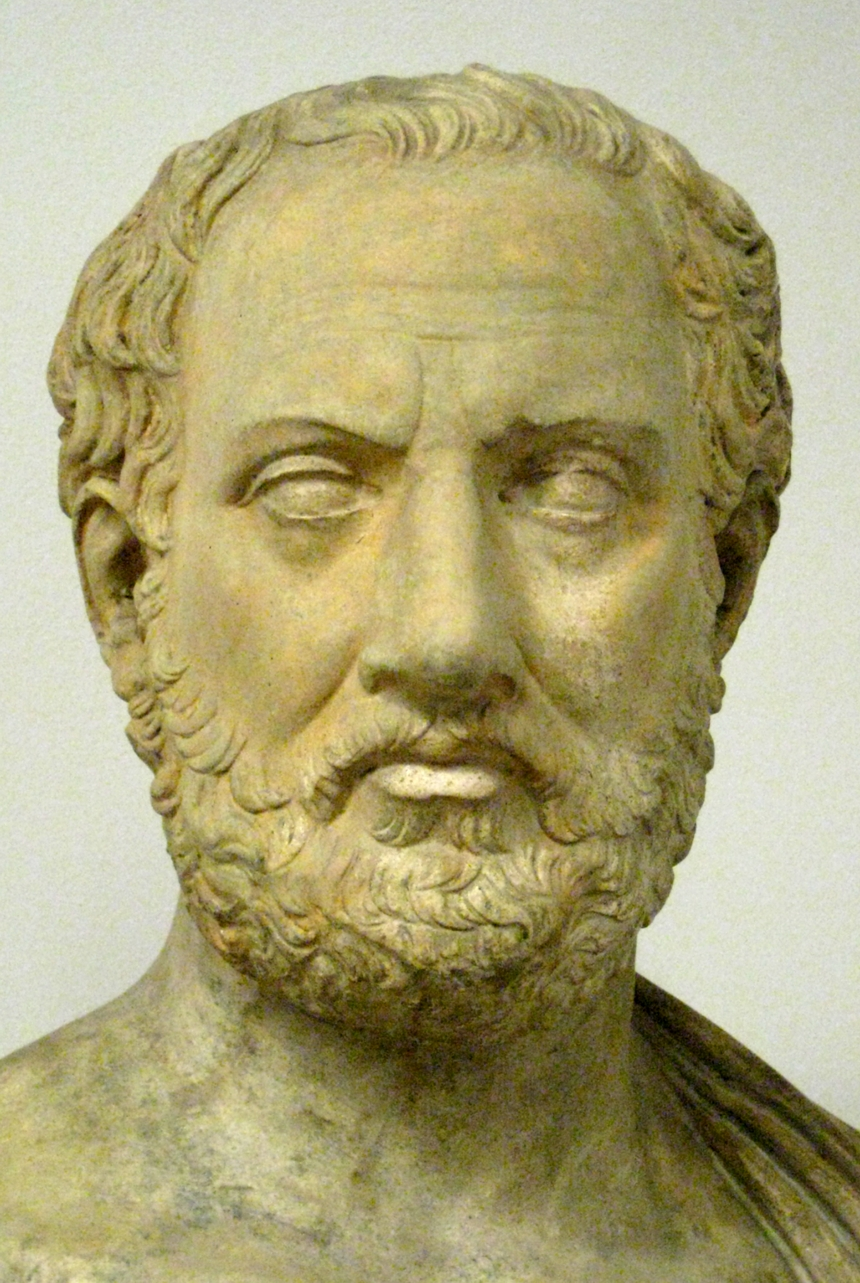
Tucídides

El diálogo de los melios es un pasaje perteneciente al Libro V (85-113) de la Historia de la guerra del Peloponeso, escrita por el historiador griego Tucídides. El diálogo es un ejemplo clásico del choque entre las ideas liberales y las realistas sobre las relaciones internacionales y con frecuencia se lo parafrasea en discusiones de carácter realista. Se trata de un texto inusual debido a que está escrito como diálogo teatral y no a modo de registro de enfrentamiento discursivo, tal como Tucídides escribía habitualmente.

## Situación

Situación de la región del Egeo en el 416 a. C.

Los habitantes de Melos eran dóricos y descendían de los espartanos, pero eran independientes de cualquiera de los imperios de la parte continental. Durante años, los atenienses habían deseado incorporar a Melos en su imperio por su riqueza y ubicación estratégica en el mar Egeo. En 431 a. C., Atenas y Esparta y sus respectivos aliados fueron a la guerra. En 427 a. C., algunos melios pudieron haber hecho donaciones al esfuerzo de la guerra espartano, pero de otra manera la isla permaneció neutral en la guerra. En el 426 a. C., los atenienses enviaron una pequeña fuerza para saquear el campo meliano. En el 425 a. C., los atenienses exigieron formalmente un tributo de quince talentos (equivalente a seis mil dracmas), pero Melos se negó a pagar.
En el verano de 416 a. C., durante una tregua con Esparta, Atenas envió una flota de 38 barcos que llevaban un ejército de 3.000 hombres, conducidos por los generales Cleomedes y Tisias, para conquistar la isla. Después de establecer el campamento en la isla, los atenienses enviaron emisarios que se reunieron en privado con los gobernantes de Melos. Los emisarios exigieron que Melos se uniera a la Liga de Delos, dominada por los atenienses, y rindiera homenaje a Atenas o se enfrentara a la destrucción. Los melios rechazaron el ultimátum. Los atenienses asediaron la ciudad y retiraron a la mayor parte de sus tropas de la isla para luchar en otra parte. Durante meses, los melios resistieron el asedio, pero con los esfuerzos de Atenas y la ayuda de traidores dentro de Melos, los atenienses tomaron la ciudad en el invierno. Los atenienses ejecutaron a todos los hombres adultos que capturaron y vendieron a mujeres y niños como esclavos. Entonces se instalaron quinientos de sus propios colonos en la isla.
En el 405 a. C., mientras que Atenas estaba perdiendo la guerra, el general espartano Lisandro expulsó a los colonos atenienses de Melos y restauró a los supervivientes de la colonia dórica original a la isla.

## Sinopsis
Los atenienses ofrecen a los melios un ultimátum: rendirse y rendir tributo a Atenas, o ser destruidos. Los atenienses no desean perder tiempo discutiendo la moralidad de la situación, porque en la práctica «los poderosos hacen lo que les permiten sus fuerzas y los débiles ceden ante ellos».
Los melios argumentan que son una ciudad neutral y no un enemigo, por lo que Atenas no tiene necesidad de conquistarlos. Los atenienses afirman que si aceptan la neutralidad e independencia de Melos, parecerían débiles: sus súbditos pensarán que Atenas dejó a Melos solo porque Atenas no era lo suficientemente fuerte para someterla.
Los melios argumentan que una invasión alarmará a los otros estados griegos neutrales, que se volverán hostiles a Atenas por temor a ser invadidos ellos mismos. Los atenienses oponen que los estados griegos en el continente son poco proclives a actuar de esta manera. Son los estados insulares independientes y los descontentos que Atenas ya ha conquistado los más propensos a tomar las armas contra Atenas.
Los melios argumentan que sería vergonzoso y cobarde por su parte someterse sin lucha. Los atenienses contrarrestan que solo es vergonzoso someterse a un oponente si uno tiene una posibilidad razonable de vencer. No es vergonzoso someterse a un enemigo abrumadoramente superior como Atenas.
Los melios argumentan que aunque los atenienses son mucho más fuertes, hay al menos una pequeña posibilidad de que los melios puedan ganar, y se arrepentirán de no probar su suerte. Los atenienses contrarrestan que este argumento es puramente emocional y que excluye un análisis racional de los riesgos y beneficios. Si los melios pierden, lo cual es muy probable, llegarán a lamentar amargamente su necio optimismo.
Los melios creen que tendrán la ayuda de los dioses porque su posición es moralmente justa. Los atenienses contrarrestan que los dioses no intervendrán porque es el orden natural de las cosas el que los fuertes dominen a los débiles.
Los melios argumentan que sus parientes espartanos vendrán en su defensa. Los atenienses oponen que los espartanos son un pueblo práctico que nunca se pone en riesgo cuando sus intereses no están en juego, y el rescate de Melos sería especialmente arriesgado, ya que Atenas tiene una armada más fuerte.
Los atenienses expresan su conmoción por la falta de realismo de los melios. Dicen que no es vergonzoso someterse a un enemigo más fuerte, especialmente uno que está ofreciendo términos razonables. También dicen que es racional someterse a los superiores, mantenerse firmes frente a los iguales y ser moderados con los inferiores. Los melios no cambian de opinión y rechazan educadamente a los enviados.